# Musikåret 1854

## Nya verk
- Hector Berlioz: Te Deum
- Franz Liszt: Les Préludes
- Anton Rubinstein: Symfoni nr 2
- Richard Wagner påbörjar Nibelungens ring, som fullbordas 1874 och publiceras 1876

## Födda
- 26 maj – John Morén, svensk tonsättare och kyrkomusiker.
- 14 juni – Frederik Rung, dansk tonsättare.
- 3 juli – Leoš Janáček, tjeckisk tonsättare.
- 23 augusti – Moritz Moszkowski, tysk tonsättare och pianist.
- 1 september – Engelbert Humperdinck, tysk tonsättare.
- 4 november – Hilma Åberg, svensk pianist.
- 6 november – John Philip Sousa, amerikansk tonsättare.

## Avlidna
- 26 mars – Emelie Holmberg, 32, svensk tonsättare, sångare, pianist och pedagog.
- 18 april – Józef Elsner, 84, polsk tonsättare.